# Wilkins (zanger)

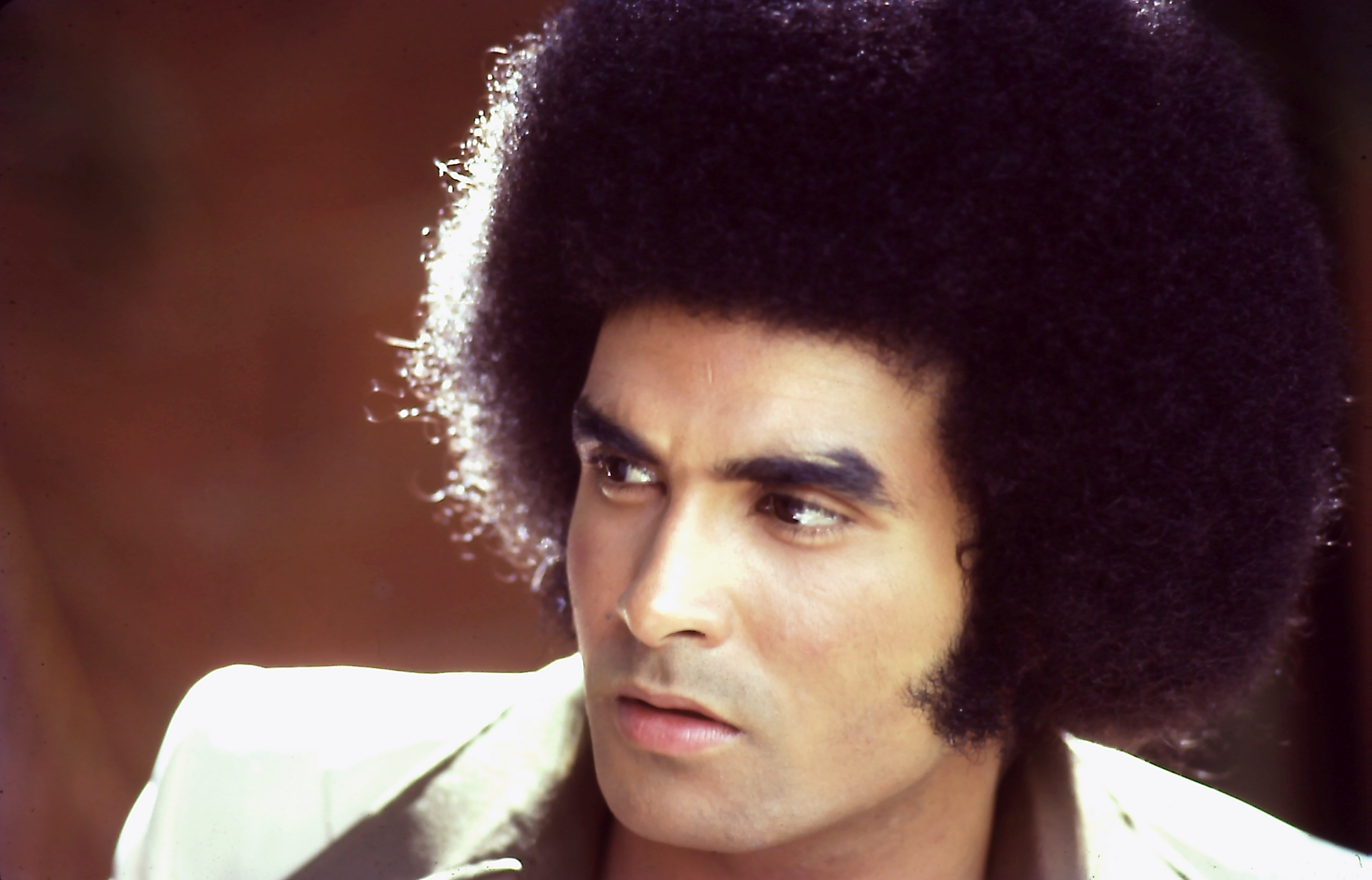
Wilkins

German Wilkins Vélez (Mayagüez, 10 maart 1953), bekend onder de naam Wilkins, is een Puerto Ricaanse popzanger en componist.

## Biografie
Hij werd geboren als zoon van zanger Germán Vélez en dermatologe Áurea Ramírez in Mayagüez, waar hij reeds als kleuter jingles opnam. De familie verhuisde in 1962 naar Mexico waar zijn moeder geneeskunde studeerde. Op 11-jarige leeftijd trad hij op als deel van de band 'Los Fratelos' en later vormde hij het duo 'Wilkins en Rubén'. Nadat Wilkins in 1970 zijn solo-carrière lanceerde, vertegenwoordigde hij Puerto Rico op het Festival van het Latijns-Amerikaanse lied en behaalde hij een tweede plaats met het lied 'Espérame'.
In 1971 keerde de familie terug naar Puerto Rico. In combinatie met studies in biologie aan de Universiteit van Puerto Rico, bleef Wilkins inzetten op zijn zangcarrière. Zijn eerste album Wilkins kwam op de markt in 1973 en later kwamen 'Por Tu Rumbo' en een tweede album 'Wilkins'. Het succes van de albums werd gevolgd door verschillende concerten, in Puerto Rico en in andere Latijns-Amerikaanse landen. Zo was hij de eerste popzanger die optrad in het Luis A. Ferré Performing Arts Center in San Juan, een locatie die voorheen was voorbehouden voor klassieke concerten. Bovendien kende zijn muziek ook enig succes in Duitsland en Japan.
In 1980 bracht Wilkins Respiraré uit, dat door de ASCAP werd verkozen als beste album. Daarnaast werd hij door ASCAP en Billboard twee keer verkozen tot beste artiest van het jaar. In 1988 was hij te zien in de film Salsa, waarin hij "Margarita" zong uit zijn album Paraiso Perdido. Dit werd een van zijn grootste hits en hij won gouden platen in Puerto Rico, Latijns-Amerika, de Verenigde Staten, Noorwegen, Zweden, Duitsland, Egypte, Zuid-Afrika en de Filipijnen.
Toen de lambada in de jaren tachtig enorm populair werd, maakte Wilkins een eigen versie die een groot succes werd. In 1991 haalde zijn 'Sopa de Caracol' de Duitse hitparade na de val van de Berlijnse Muur en 25.000 mensen woonden zijn concert in Berlijn bij.
Na de dood van zijn zoon nam hij drie jaar rust, maar nieuw succes volgde in 1995 met het album El Amor Es Mas Fuerte dat verschillende prijzen won. Zijn officiële comeback kwam er in het volledig uitverkochte Hiram Bithornstadion. Verschillende succesvolle albums volgden later, zoals Wilkins-Leyenda en Pole-Pole en Wilkins gaf een concert in het Kasteel San Felipe del Morro. In totaal won Wilkins 23 gouden en 10 platina platen.
In december 2007 kondigde Wilkins na 40 jaar het einde van zijn carrière aan, om te zorgen voor zijn neef (zijn zus stierf een jaar eerder). Sindsdien treedt hij nog slechts af en toe op.

## Discografie (selectie)
- Lambada (llorando se fue)
- Sopa de caracol
- Sereno
- Qué me pasa contigo
- Un nuevo amor
- Cómo no creer en Dios
- Mi problema eres tú